# ライト・ミルズ
チャールズ・ライト・ミルズ（Charles Wright Mills、1916年8月28日 - 1962年3月20日）は、アメリカの社会学者。

## 経歴
1916年、テキサス州生まれ。1941年、ウィスコンシン大学で博士号を取得、メリーランド大学準教授となる。第二次世界大戦後の1946年から没年まで、コロンビア大学教授を務めた。

## 研究内容・業績
出世作『ホワイト・カラー』では、新中間層が増加した理由を述べ、さらにその政治的無関心を指摘した。続く『パワー・エリート』ではアメリカ社会の支配構造を分析し、激しく糾弾した。ミルズにはマルクス主義への接近もみられたものの、急逝のため、理論的な統合は実現しなかった。

### パワー・エリート
パワー・エリートとはアメリカ社会の政策決定に対し、独占的な影響力を行使できるとされる権力層のことである。そうしたパワーエリートは、政治・経済・軍事の各分野に於けるヒエラルキーのトップであり（政府機関幹部、政治指導者、大企業幹部、軍幹部など）、ミルズは、これら権力層が権力構造維持による利益の一致から協力して大衆を操作していると分析した。パワー・エリートは必ずしも階級とは関係が無く、制度化されたポストに就いている人びとであるという点で、マルクス主義的な定式化とは異なり、経済一元論から脱して権力支配層を摘出した点で評価された。

### パーソンズ批判と社会学的想像力
また、パーソンズを頂点とするアメリカ社会学界の正統派（構造機能主義）への痛烈な批判の展開者としても知られる。このなかで提唱された「社会学的想像力」の概念は、社会学のあり方を考える上で重要な概念として、広い視野を持ち大きな問題と向き合うことの重要性を語った。このことは今日でも多くの社会学者によって言及されている。それは、「一人の人間の生活と、一つの社会の歴史とは、両者をともに理解することなしにはそのどちらの一つも理解することができない」(『社会学的想像力』邦訳4頁)と考える想像力である。

## 著作

### 単著
- The New Men of Power: America's Labor Leaders (1948)
河村望・長沼秀世訳『新しい権力者――労働組合幹部論』青木書店、1975年
- White Collar: The American Middle Classes (1951)
杉政孝訳『ホワイト・カラー――中流階級の生活探究』東京創元社「現代社会科学叢書」、1957年、新版1978年
- The Power Elite (1956)
鵜飼信成・綿貫譲治訳『パワー・エリート〔上・下〕』東京大学出版会、1958年、UP選書判・1969年、のち新版／筑摩書房「ちくま学芸文庫」全1巻、2020年
- The Causes of World War Three (1958)
村上光彦訳『第三次世界大戦の原因』みすず書房、1959年
- Listen, Yankee (1960)
鶴見俊輔訳『キューバの声』みすず書房、1961年
- The Sociological Imagination (1959)
鈴木広訳『社会学的想像力』紀伊國屋書店、1966年
伊奈正人・中村好孝訳『社会学的想像力』ちくま学芸文庫、2017年
- Images of Man: The Classic Tradition in Sociological Thinking (1960)
- The Marxists (1962)
陸井四郎訳『マルクス主義者たち〔上・下〕』青木書店、1964年、新版1971年
- Sociology and pragmatism : higher learning in America (1966) - 学位論文
本間康平訳『社会学とプラグマティズム――アメリカ思想研究』紀伊國屋書店、1969年
- Power, Politics and People the Collected Essays of C. Wright Mills (1967)
青井和夫・本間康平監訳『権力・政治・民衆』みすず書房、1971年、新版1984年

### 共著ほか
- From Max Weber: Essays in Sociology (1946) was edited and translated in collaboration with Gerth.[1][要ページ番号]
山口和男・犬伏宣宏訳『マックス・ウェーバー――その人と業績』ミネルヴァ書房、1962年
- The Puerto Rico|Puerto Rican Journey (1950) was written in collaboration with Clarence Senior and Rose Kohn Goldsen.
奥田憲昭・吉原直樹・堀田泉訳『プエルトリカン・ジャーニー――ニューヨークに惹きつけられた移民たち』恒星社厚生閣、1991年
- Character and Social Structure (1953) was co-authored with Gerth.
古城利明・杉森創吉訳『性格と社会構造――社会制度の心理学』青木書店、1970年、復刊2005年
- アプセーカー『ライト・ミルズの世界　大衆社会論批判』陸井三郎訳、青木書店、1962年。追悼出版